# Dra
Dra nebo Drâa (arabsky وادي درعة‎, [Wādī Draʿah], podle některých pramenů též درعا‎ nebo درأ‎, francouzsky Oued Drâa) je řeka v Maroku a na jeho hranicích s Alžírskem. Délka koryta 1150 km z ní dělá nejdelší marockou řeku, ale po většinu roku se ztrácí v poušti za městem Zagora u alžírsko-marocké hranice.

## Průběh toku
Její zdrojnice Dades a Warzazát pramení na jižních svazích Vysokého Atlasu. Jméno Draa řeka získává pod přehradou El Mansour Eddahbi u Warzazátu. Razí si cestu přes Antiatlas na jihovýchod, u alžírských hranic se stáčí na západ směrem k Atlantskému oceánu.

## Vodní režim
Stálý tok řeky je dlouhý 200 km. Řeka dotéká do oceánu jen v období tání sněhu na horách a po vydatných deštích.

## Využití
Téměř veškerá voda se využívá na zavlažování. Dolina řeky je hustě osídlená.

### Vodní nádrže a elektrárny
Na horním toku se nachází přehrada El Mansour Eddahbi, která slouží především jako zásobárna vody a k regulaci průtoku řeky. Další význam vodního díla spočívá v ochraně před povodněmi a v menší míře slouží též k výrobě elektrické energie. Níže po proudu byla v dubnu 2023 uvedena do provozu přehrada Agdez, která slouží k zásobení obyvatelstva v okolí Zagory pitnou a užitkovou vodou. Dále je využívána k ochraně před povodněmi a od roku 2026 zde má být zprovozněna i vodní elektrárna.